# Antoni Font Mercé
Antoni Font Mercé, àlies Boticari (Olot, Garrotxa, 19 de juny de 1832 - el Masnou, Maresme, 1900) fou un farmacèutic català, alcalde del Masnou de 1869 a 1873 i de 1884 a 1885.
Fill d'Honorat Font Soler i de Teresa Marcé Nadal, d'Olot. Fou farmacèutic al Masnou i també tingué la fàbrica tèxtil Font, Oleza y Cia, que era propietat seva i del secretari municipal del Masnou Alejandro de Oleza Pando. La fàbrica tenia 11 telers al carrer d'Adra, al Masnou, amb 40 obrers.
Amb el triomf de la Revolució de 1868, es presentà com a candidat a les eleccions municipals al Masnou el desembre de 1868. Fou elegit regidor i en la constitució de l'ajuntament de gener de 1869 fou elegit alcalde. Seguint el principis de la revolució, va intentar municipalitzar el cementiri, cosa que comportà enfrontaments amb el poder eclesiàstic local. El 1869 inaugurà la plaça de la Llibertat i creà l'Escola de Nàutica del Masnou aprofitant les mesures governamentals sobre llibertat d'ensenyament. El 1870 aconseguí la concessió de la duana de tercera classe al Masnou, per a la navegació de cabotatge i l'exportació de fruites a l'estranger. També aconseguí, el 1871, el permís perquè el Masnou disposés d'estació telegràfica. El 1871 es feu la divisió en districtes electorals de la vila: el primer, anomenat Masnou, comprenia des de l'actual Casino del Masnou fins a Montgat, i el segon, anomenat Ocata, des de la casa de la vila fins a Premià de Mar.
Era delegat al Masnou del Comitè Monàrquic Constitucional del districte de Mataró, i rebé de bon grat la proclamació del rei Amadeu I, a qui envià una carta d'adhesió. Mesos després de ser coronat, el rei visità el Masnou.
Durant el seu mandat hi hagué protestes per la distribució dels impostos contributius. En especial, l'existència de la duana comportà un important augment contributiu, i al cap de dos anys se’n començà a demanar la supressió. Se l'acusà de beneficiar-se i aconseguir comissions de la duana, ja que n'era secretari. El 1879 fou suprimida.
Amb la proclamació de la Primera República Espanyola, no es presentà a les eleccions municipals i deixà de ser alcalde. Anys després fou investigat per malversació de fons, ocultació d'ingressos, infidelitat en la custòdia i falsificació de documents públics, juntament amb el secretari Alejandro Oleza Pando. L'any 1884 tornà a ser elegit alcalde amb el Partit Liberal Conservador. Deixà el càrrec l'any 1885 i fou regidor fins 1886.